# Rudaui csata
A rudaui csata a Német Lovagrend által a túlerőben levő litván-orosz-tatár seregek felett aratott elsöprő győzelem 1370. február 17-én.
A litvánok, az oroszok és a tatárok nagy tömegben törtek be a lovagok porosz területeire és Vendföldet (Szambia) pusztították. Rudau mellett Winrich von Kniprode magiszter állta útjukat. Az ellenség vezére Kęstutis és Algirdas (Olgerd) litván nagyfejedelmek voltak. Algirdas volt a későbbi II. (Jagelló) Ulászló lengyel király apja.
A csatában a lovagok addigi legnagyobb győzelmüket aratták, ez volt sikereik tetőpontja.

## Fordítás
- Ez a szócikk részben vagy egészben  a   Schlacht bei Rudau című német Wikipédia-szócikk fordításán alapul.  Az eredeti cikk szerkesztőit annak laptörténete sorolja fel. Ez a jelzés csupán a megfogalmazás eredetét és a szerzői jogokat jelzi, nem szolgál a cikkben szereplő információk forrásmegjelöléseként.